# Abdelkader Chatt
Abdelkader Chatt en arabe : عبد القادر الشاط, né à Tanger en 1904 et décédé le 20 janvier 1992, est un écrivain, journaliste et traducteur marocain. Il est l'auteur du premier roman marocain de langue française,, Mosaïques ternies, paru à Paris aux éditions de la Revue mondiale en 1932.

## Biographie
Il est principalement connu pour son roman Mosaïques ternies qu'il achève en 1930 à Tanger, et qu'il publie en 1932 à Paris sous le nom de Benazous Chatt. La publication de ce roman fait de lui le pionnier de la littérature maghrébine francophone. En effet, les premiers romans maghrébins écrits en langue française sont publiés dans les années cinquante, par des romanciers tels Kateb Yacine, Mohamed Dib, Driss Chraïbi, ou Ahmed Sefrioui. A la lecture du roman, le journaliste Walter Harris, qui réside à Tanger, qualifie le romancier Abdelkader Chatt de « Georges Duhamel marocain ». Cependant, la publication de ce roman tombe rapidement dans l'oubli et l'ouvrage n'est republié qu'en 1990 par les éditions Wallada. L'organisation le samedi 26 mars 2011 par le Complexe artisanal de Tanger d'une journée d'étude autour de l'écrivain contribue à rappeler sa place de pionnier dans la littérature maghrébine francophone. Pour Ahmed El Ftouh, le président du Forum de Tanger, « Abdelkader Chatt annonce le mouvement littéraire qui va éclore durant les années 50 ». Il ajoute : « son roman Mosaïques ternies écrit en 1930 et publié en 1932, préfigure de la tendance romanesque qui s’affirmera en Algérie avec Mohamed Dib, Mouloud Maamri et au Maroc avec Sefriou et d’autres». Mosaïques ternies est à la fois un récit historique et social sur le Maroc des années 1920-1930 et un récit d’enfance et de confession biographique. Le ton de l'auteur y est clairement critique envers la société dans laquelle il vit : « Le peuple marocain est un peuple vivant continuellement de son passé. Il est épris de conversation, mais comme il n'a généralement pas grand chose à dire sur le présent, il se replie sur son passé et il raconte, il raconte. ».
Avec l'aide d'Abdellah Guennoun, après une carrière littéraire initialement francophone, il se consacre également à la langue et la littérature arabes. Il publie une anthologie de la poésie arabe en 1967 à Fès, un recueil de poésie en 1976 à Tétouan, et une traduction, de l'anglais à l'arabe, du roman Heurs et malheurs de la fameuse Moll Flanders de Daniel Defoe. Il publie des nouvelles dans la revue El Maghrib qui paraissait dans les années cinquante.

## Œuvres
- Mosaïques ternies, Paris, Revue mondiale, 1932.
- la terre et le sang.paris.revue mondial1945